# Tanja Dimitrowa (Diplomatin)
Tanja Dimitrowa Dimitrowa (auch Tanya/Tania Dimitrova Dimitrova, bulgarisch Таня Димитрова Димитрова) ist eine bulgarische Diplomatin.

## Werdegang
Dimitrowa hat an der Bulgarischen Akademie der Wissenschaften in Sofia in Volkskunde promoviert. Sie hat außerdem Master-Abschlüsse in Theologie, BA und internationalen Wirtschaftsbeziehungen an drei verschiedenen bulgarischen Universitäten erworben. An der Universität Zagreb spezialisierte sie sich auf Außenpolitik und Diplomatie und in Bulgarien Journalismus, Recht und Unternehmensbuchhaltung. Zehn Jahre gehörte ihr die bulgarische Zeitung Vreme. 2009 wurde sie für drei Jahre Gouverneurin der Oblast Jambol.
Dimitrowa war von 2012 bis 2018 bulgarische Botschafterin in Kroatien und ab dem 4. September 2018 bis 2022 Generalkonsulin in Mailand (Italien), bevor sie für 19 Monate Direktorin des Krisenzentrums des Außenministeriums wurde. Seit Juni 2024 ist sie Botschafterin in Jakarta. Hier ist Dimitrowa für Indonesien, Osttimor, Malaysia, Singapur und Brunei zuständig.
Am 8. August 2024 übergab Dimitrowa ihre Akkreditierung an Indonesiens Präsidenten Joko Widodo und am 19. Februar 2025 an Osttimors Präsidenten José Ramos-Horta.

## Auszeichnungen
Die Europäische Bewegung Kroatien (Europski pokret Hrvatska) und das Europäische Haus Zagreb verlieh Dimitrowa am 9. Mai 2019 einen Preis für die Europäische Rede des Jahres, die in diesem Jahr. Der ehemaligen Botschafterin wurde der Preis für eine Rede verliehen, die sie am 7. Februar 2018 während ihres Gastauftritts beim Forum „Europa in Zagreb“ im Europahaus Zagreb gehalten hatte. Das Thema des Vortrags waren die „Prioritäten der bulgarischen EU-Ratspräsidentschaft“.
Am 19. Mai 2022 erhielt Dimitrowa die Ehrenbürgerschaft der italienischen Stadt Borgo Vercelli.

## Veröffentlichungen
Neben verschiedenen wissenschaftlichen Arbeiten hat Dimitrowa vier Bücher geschrieben.